# Изола дел Пјано
Изола дел Пјано (итал. Isola del Piano) је насеље у Италији у округу Пезаро и Урбино, региону Марке.
Према процени из 2011. у насељу је живело 379 становника. Насеље се налази на надморској висини од 201 м.

## Становништво
| 1936. | 1951. | 1961. | 1971. | 1981. | 1991. | 2001. | 2011. |
| ----- | ----- | ----- | ----- | ----- | ----- | ----- | ----- |
| 1.422 | 1.435 | 1.199 | 817   | 709   | 649   | 664   | 635   |